# Otaniemi
Otaniemi (en sueco Otnäs) es un distrito de la ciudad de Espoo, Finlandia. Está localizado cerca del centro de Helsinki y en este distrito es donde está situada la
Universidad Politécnica de Helsinki (TKK).

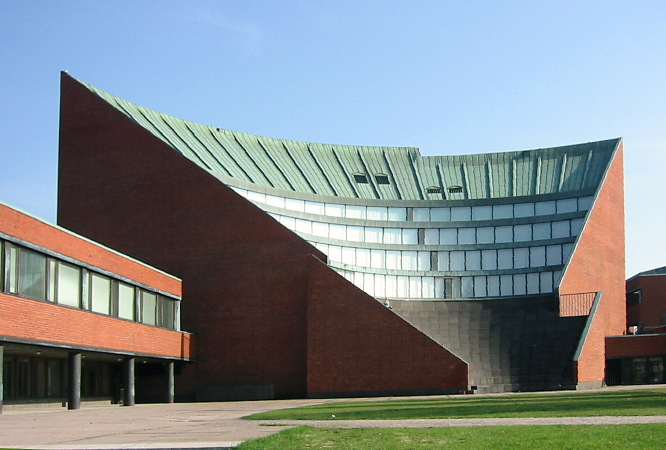
Auditórium del edificio principal de TKK.

Varios edificios situados en el campus de Otaniemi fueron diseñados por el prestigioso arquitecto finlandés Alvar Aalto.